# 谷恋村
谷恋村，是中华人民共和国山西省晋中市祁县贾令镇下辖的一个村。
2013年8月26日，谷恋村公布为第二批中国传统村落。
2019年1月21日，谷恋村公布为第七批中国历史文化名村。